# David Vincent
David Justin Vincent poznatiji kao David Vincent (Charlotte, SAD, 22. travnja 1965.) američki je glazbenik, basist i pjevač najpoznatiji kao pjevač i basist američkog death metal-sastava Morbid Angel. Bio je član sastava od 1988. do 1996. godine. Vincent se vratio u sastav u 2004. no 2015. godine ponovno napušta sastav. Također je pjevač country. Bio je član sastav Terrorizer i Genitortures.

## Diskografija
- Morbid Angel – Altars of Madness (1989.)
- Morbid Angel – Blessed Are the Sick (1991.)
- Morbid Angel – Covenant (1993.)
- Morbid Angel – Domination (1995.)
- Morbid Angel – Illud Divinum Insanus (2011.)
- Terrorizer – World Downfall (1989.)
- Terrorizer – Hordes of Zombies (2012.)

Solo albumi
- Drinkin' With The Devil (2017.)